# Micromacromia camerunica
Micromacromia camerunica é uma espécie de libelinha da família Libellulidae. 
Pode ser encontrada nos seguintes países: Camarões, República Democrática do Congo, Costa do Marfim, Guiné Equatorial, Guiné, Quénia, Libéria, Nigéria, Serra Leoa e Uganda.
Os seus habitats naturais são: florestas subtropicais ou tropicais húmidas de baixa altitude e rios. 